# Lignerolles (Indre)
 Lignerolles  es una población y comuna francesa, en la Región de Centro-Valle de Loira, departamento de Indre, en el distrito de La Châtre y cantón de La Châtre.

## Demografía
| Gráfica de evolución demográfica de Lignerolles entre 2005 y 2019 |
|                                                                   |

Fuentes: INSEE.